# Polianka
Polianka és un poble i municipi d'Eslovàquia que es troba a la regió de Trenčín, al nord-oest del país. El 2021 tenia 396 habitants.
El municipi es va crear el 1955 quan es van per la reunió d'uns llogarets que abans formaven part de la ciutat de Myjava. El nom significa alguna cosa com «clariana».
Formava part del comtat de Nyitra dins del Regne d'Hongria fins que el 1918 es va establir la república de Txecoslovàquia independent. De 1939 a 1945, va formar part de la República Eslovaca.

## Demografia
| Godina             | 1994 | 2004    | 2014   | 2024   |
| ------------------ | ---- | ------- | ------ | ------ |
| Nombre de persones | 401  | 356     | 384    | 396    |
| Diferència         |      | −11,22% | +7,86% | +3,12% |

| Godina             | 2023 | 2024   |
| ------------------ | ---- | ------ |
| Nombre de persones | 404  | 396    |
| Diferència         |      | −1,98% |